# كريس تايلور
كريس تايلور (بالإنجليزية: Chris Taylor)‏ (20 ديسمبر 1986 بأولدهام في المملكة المتحدة - ) هو لاعب كرة قدم بريطاني في مركز الوسط. لعب مع أولدهام أثلتيك وبلاكبيرن روفرز ونادي ميلوول.

## وصلات خارجية
- كريس تايلور على موقع قاعدة بيانات كرة القدم.إي يو (الإنجليزية)
- كريس تايلور على موقع Soccerbase.com (لاعب) (الإنجليزية)
- كريس تايلور على موقع Soccerway.com (الإنجليزية)